# Bob Duffy (baloncestista de 1922)
Robert John "Bob" Duffy (Columbus, Ohio, 5 de julio de 1922 -Hagerstown, Maryland, 11 de junio de 1978)  fue un jugador de baloncesto estadounidense que disputó una temporada en la BAA. Con 1,93 metros de estatura, jugaba en la posición de alero.

## Trayectoria deportiva

### Universidad
Jugó durante tres temporadas con los Green Wave de la Universidad Tulane, acabando en 1943 como máximo anotador de la Southeastern Conference, promediando 16,6 puntos por partido.

### Profesional
Tras dejar la universidad, cumplió con el servicio militar, incorporándose a la plantilla de los Chicago Stags en 1946, pero únicamente disputó 11 partidos en los que anotó otros tantos puntos.
Tras ser despedido, fichó por los Boston Celtics, pero corrió parecida suerte, ya que disputó únicamente 6 partidos en los que promedió 1,3 puntos, retirándose al término de la temporada.

## Estadísticas de su carrera en la BAA

### Temporada regular
| Temporada | Edad | Equipo         | Liga | P  | TIT | MIN | TC  | TCA | %TC  | 3P | 3PA | %3P | TL  | TLA | %TL   | R.OF. | R.DEF. | REB | ASIS | ROB | TAP | PER | FP  | PTS |
| 1946-47   | 24   | TOTAL          | BAA  | 17 |     |     | 0.4 | 1.9 | .219 |    |     |     | 0.3 | 0.4 | .714  |       |        |     | 0.0  |     |     |     | 1.0 | 1.1 |
| 1946-47   | 24   | Chicago Stags  | BAA  | 11 |     |     | 0.5 | 2.3 | .200 |    |     |     | 0.1 | 0.3 | .333  |       |        |     | 0.0  |     |     |     | 1.2 | 1.0 |
| 1946-47   | 24   | Boston Celtics | BAA  | 6  |     |     | 0.3 | 1.2 | .286 |    |     |     | 0.7 | 0.7 | 1.000 |       |        |     | 0.0  |     |     |     | 0.7 | 1.3 |
| Total     |      |                | BAA  | 17 |     |     | 0.4 | 1.9 | .219 |    |     |     | 0.3 | 0.4 | .714  |       |        |     | 0.0  |     |     |     | 1.0 | 1.1 |